# Hãy phản kháng
Hãy phản kháng (tên tiếng Pháp là Indignez-vous!) (tên tiếng Anh là Time for Outrage!) cuốn sách nổi tiếng của Stéphane Hessel  một nhà ngoại giao Pháp, thành viên của kháng chiến Pháp và một người sống sót từ trại tập trung, được xuất bản tại Pháp vào tháng 10 năm 2010, và đã bán được gần 1,5 triệu bản ở Pháp và đã được dịch thành nhiều ngôn ngữ khác.

## Nội dung
Tác giả 93 tuổi bắt đầu với một tham chiếu ngắn gọn về sự tham gia của ông trong Cuộc nổi dậy của Pháp vào cuối chiến tranh thế giới thứ hai, chỉ ra rằng sự phẫn nộ là gốc rễ của cuộc nổi dậy. Ông sau đó đưa ra hai quan điểm hơi mâu thuẫn của lịch sử cả hai ảnh hưởng đều ảnh hưởng tới ông, một của triết gia người Pháp Jean Paul Sartre, chính là giảng viên của ông tại École Normale Supérieure ở Paris và một là của nhà văn Đức Walter Benjamin, cộng tác viên và bạn thân của cha ông, Franz Hessel. Tác giả khẳng định sự thờ ơ là thái độ tồi tệ nhất. Ông nói về kinh nghiệm của mình là một trong số những người dự thảo Tuyên ngôn Quốc tế về Nhân quyền và khuyên thanh niên nên tìm kiếm xung quanh các chủ đề gây nên phẫn nộ. Sau đó ông trình bày sự phẫn nộ của chính mình hiện nay, xung đột ở Palestine, dải Gaza và Bờ Tây. Ông kết thúc đường bằng cách kêu gọi hành động bất bạo động và cho một cuộc nổi dậy hòa bình chống lại các quyền lực của chủ nghĩa tư bản tài chính.
Tại Pháp, được xuất bản bởi một nhà xuất bản nhỏ ở Montpellier, tập sách 32 trang đã bán được gần một triệu bản trong tuần đầu tiên. Đây là một trong các sách bán chạy nhất dịp Giáng sinh. Dù bị chỉ trích là văn phong kém và quá ngắn, nhưng ngay cả các nhà phê bình cũng thừa nhận cuốn sách nhỏ này đã đánh đúng vào sự tức giận phổ biến hiện nay. 
Nó đã được dịch sang tiếng Anh, tiếng Đức, Tây Ban Nha, Ý, Basque, Catalan, tiếng Hà Lan, Bồ Đào Nha, Thổ Nhĩ Kỳ, Rumani, Hy Lạp và tiếng Do Thái. Bản dịch được lên kế hoạch trong tiếng Slovenia, Hàn Quốc, Nhật Bản, Thụy Điển, Trung Quốc và các ngôn ngữ khác.

## Ảnh hưởng
Năm 2011, tên của cuộc biểu tình tại Tây Ban Nha chống tham nhũng và chính trị lưỡng đảng được đặt là Los Indignados (Bị xúc phạm), được lấy từ tiêu đề của bản dịch của cuốn sách (Indignados). Cuộc biểu tình Tây Ban Nha sau đó là nguồn cảm hứng cho các cuộc biểu tình khác trên toàn thế giới, bao gồm tại Hy Lạp, Israel và Phong trào Chiếm Phố Wall ở Hoa Kỳ.

## Link ngoài
- Author of Time for Outrage! Stéphane Hessel interviewed by Juan González on Democracy Now! ngày 10 tháng 10 năm 2011
- Time for Outrage! Charles Glass Books, official website (2011). Truy cập ngày 17 tháng 3 năm 2011
- Indigène éditions Lưu trữ ngày 6 tháng 4 năm 2013 tại Wayback Machine Official website, French edition. Truy cập ngày 17 tháng 3 năm 2011 (tiếng Pháp)
- empörteuch.com German translation of Indignez-vous! Website with additional information about the book and Stéphane Hessel (tiếng Đức)
- ¡Indignaos! Lưu trữ ngày 6 tháng 3 năm 2011 tại Wayback Machine Slideshare. Spanish translation of Indignez-vous! Retrieved ngày 23 tháng 2 năm 2011 (tiếng Tây Ban Nha)
- Get Involved ! Official website for Stephane Hessel's new book "Get involved !" (Engagez-vous!) (tiếng Pháp)